# Demy (piosenkarka)
Demy, właśc. Dimitra Papadea (gr. Δήμητρα Παπαδέα; ur. 21 sierpnia 1991 w Atenach) – grecka piosenkarka. Reprezentantka Grecji w 62. Konkursie Piosenki Eurowizji (2017).

## Życiorys

### Wczesne lata
Urodziła się 21 sierpnia 1991 roku w Atenach jako córka Epaminondasa Papadeasa i Eleny Boubouli. Ma siostrę, Romy. Od najmłodszych lat interesowała się muzyką, w wieku pięciu lat podjęła naukę gry na fortepianie, uczyła się też śpiewu. Studiowała w szkole prawniczej w Atenach, jednak jej nie ukończyła. Po latach powróciła na studia prawnicze.

### Kariera
Profesjonalną karierę muzyczną zaczęłą w 2011 roku, występując pod pseudonimem Demy jako gość w utworze „Mia zografia” Midenistisa. Piosenka zyskała sporą popularność w Grecji i na Cyprze oraz zdobyła dwie nagrody na gali MAD Video Music Awards 2012 w kategoriach: najlepszy teledysk hip hop/urban i duet roku”. W maju 2012 wydała minialbum pt. Mono brosta, z którym dotarła do pierwszego miejsca krajowej listy sprzedaży i za który otrzymała certyfikat złotej płyty. W czerwcu 2012 roku wydała singiel „Poses hiliades kalokeria”, którym zapowiedziała epkę o tym samym tytule. Utwór dotarł na szczyt greckiego notowania iTunes oraz zestawienia Billboard Greece Digital Songs i pozostał na szczycie listy przez dziewięć tygodni. Piosenka dotarła też do pierwszego miejsca krajowej listy przebojów. Sam minialbum dotarł na szczyt listy sprzedaży oraz zyskał status platynowej płyty w kraju.
Latem tego samego roku Demy wyruszyła w trasę koncertową obejmującą koncerty w Grecji, Rosji oraz na Cyprze. 28 lipca zagrała na festiwalu Europa Plus Live organizowanym w Moskwie, gdzie wraz z duetem Playmen zaśpiewała utwór „Fallin’”. Numer stał się przebojem w kraju. We wrześniu piosenkarka wystąpiła na festiwalu Day of Positive Energy, a 22 października wydała nowy singiel – „I zoi”. W grudniu ogłosiła, że będzie grała w musicalu Fame wystawianym na deskach teatru Elliniku Kosmu w Pireusie. 19 grudnia 2012 roku nakładem wytwórni Panik Records wydała debiutancki album pt. #1, z którym dotarła do pierwszego miejsca listy najczęściej kupowanych płyt w Grecji i za którego sprzedaż odebrała status platynowej płyty. Wiosną 2013 roku towarzyszyła Annie Wisi w jej projekcie muzycznym LAV w hali widowiskowej Kentro Athinon w Atenach. 18 lutego 2013 roku wystąpiła gościnnie w finale greckich eliminacji eurowizyjnych. W maju tego samego roku ukazał się singiel „The Sun” Alexa Leona, w którym gościnnie zaśpiewali Demy i Epsilon. Utwór stał się przebojem w Grecji.

W marcu 2014 roku pojawiła się gościnnie w utworze „Nothing Better” grupy Playmen. Dwa miesiące później wydała singiel „Oso o kosmos ta exei esena”, który nagrała z raperem o pseudonimie Mike. Piosenka dotarła na pierwsze miejsce list przebojów w Grecji i na Cyprze, zapewniła też parze nagrodę na gali MAD Video Music Awards 2015 w kategorii „Duet roku”. 22 grudnia wydała album pt. Rodino oneiro, z którym dotarła do siódmego miejsca list najczęściej kupowanych albumów i za którego sprzedaż odebrała status złotej płyty w Grecji. Od grudnia 2014 roku do lutego 2015 roku występowała w klubie nocnym Fever z Despiną Vandi i Nikosem Ikonomopulosem. W tym samym roku została jurorką w programie The Music School na kanale Mega. Latem 2015 roku wcieliła się w główną rolę w musicalu The Sound of Music. W grudniu ogłoszono, że wystąpi na Casablanca Music Hall razem z Niną Lotsari.

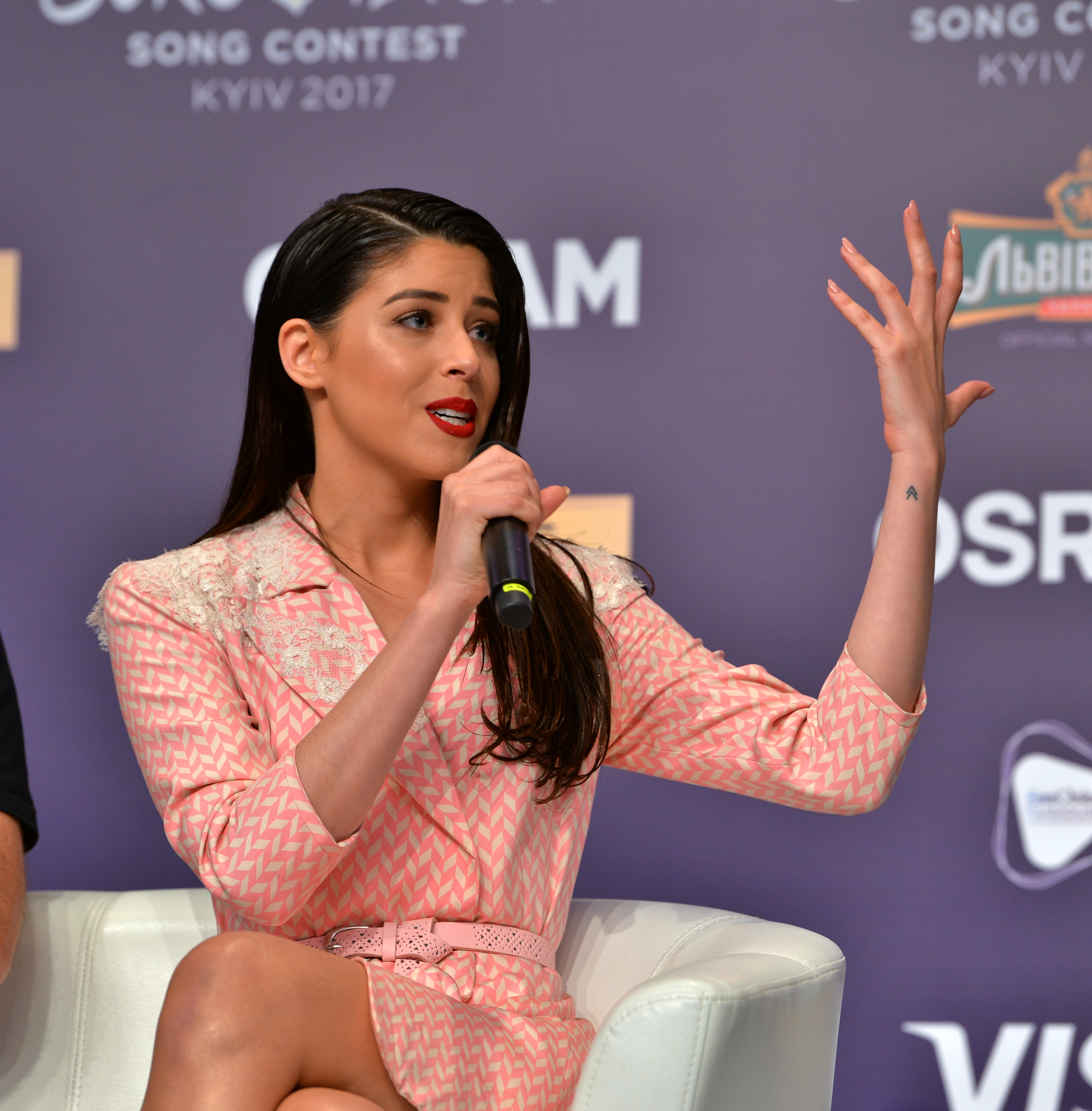
Demy na sesji Q&A w Kijowie

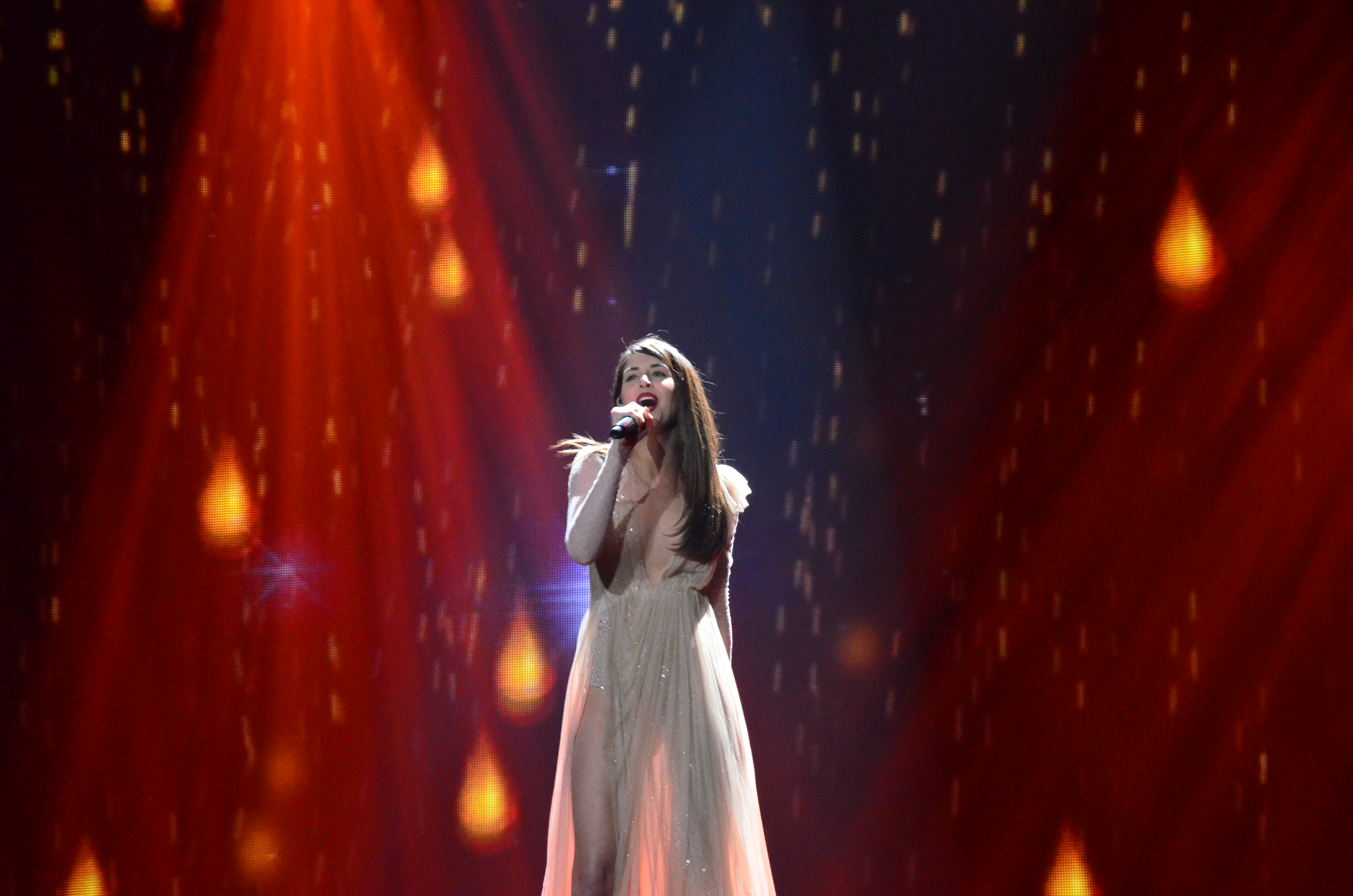
Demy podczas 62. Konkursie Piosenki Eurowizji w Kijowie (2017)

Pod koniec stycznia 2016 roku zadebiutowała w roli Wednesday Addams w musicalu Rodzina Addamsów wystawianym w Vempo Theatre. Wystąpiła też gościnnie na gali Madwalk 2016, na której zaśpiewała premierowy singiel „Tha meineis feugontas”. W maju ukazała się oficjalna ścieżka dźwiękowa do filmu Short Fuse, którą Demy współtworzyła z DiGi oraz zespołem RadioAct. W tym samym roku zaczęła grać w musicalu Mamma Mia!.
18 kwietnia 2017 wydała trzeci album studyjny, zatytułowany po prostu Demy. W następnym miesiącu, reprezentując Grecję z utwore „This Is Love”, zajęła 19. miejsce w finale 62. Konkursu Piosenki Eurowizji w Kijowie. W czerwcu wydała singiel M’ Ekdikise (gr. Μ΄ Εκδικείσαι).

## Dyskografia
Albumy studyjne
- #1 (2012)
- Rodino oneiro (2014)
- Demy (2017)
- Kontra (2017)

Minialbumy (EP)
- Mono brosta (2012)
- Poses hiliades kalokeria (2012)

## Teatr

### Musicale
- 2012–2013: Fame
- 2014: Priscilla
- 2015: The Sound of Music
- 2016: Rodzina Addamsów
- 2016–2017: Mamma Mia!